# Allantodia sorzogonensis
Allantodia sorzogonensis là một loài thực vật có mạch trong họ Woodsiaceae. Loài này được (C. Presl) Ching miêu tả khoa học đầu tiên năm 1964.